# Gendün Gyatsho
| Tibetische Bezeichnung                             |
| -------------------------------------------------- |
| Tibetische Schrift: དགེ་འདུན་རྒྱ་མཚོ                    |
| Wylie-Transliteration: dge ’dun rgya mtsho         |
| Aussprache in IPA: [kentỹ catsʰɔ]                  |
| Offizielle Transkription der VRCh: Gêndün Gyaco    |
| THDL-Transkription: Gendün Gyatsho                 |
| Andere Schreibweisen: Gendun Gyatso, Gedun Gyatsho |
| Chinesische Bezeichnung                            |
| Traditionell: 根敦嘉措                             |
| Vereinfacht: 根敦嘉措                              |
| Pinyin:Gēndūn Jiācuò                               |

Gendün Gyatsho (geb. 31. Dezember 1475 in Tanak im Kreis Ngamring; gest. 23. Mai 1542 in Drepung) war der zweite Dalai Lama.

## Leben
Die Zeugnisse über die Auffindungsgeschichte und Kindheit des Gendün Gyatsho wurden erst im 17. Jahrhundert von Sanggye Gyatsho, dem Regenten des fünften Dalai Lama, ausführlich in einem seiner Werke aufgezeichnet und der Nachwelt überliefert. Danach war er der Sohn des bekannten Nyingma-Tantrikers Dorje Chang Künga Gyeltshen und der Yogini Macig Künga Pelmo, die ihn „Sanggye Pel“ nannten. Sowohl seinen Eltern als auch dem kleinen Jungen sei klar gewesen, dass er die Reinkarnation des Gendün Drub sei.
Als nach einigen Jahren die Oberen des Klosters Trashilhünpo begannen, nach einer Inkarnation des verstorbenen Gyelwa zu suchen, wurden sie auf den Jungen aufmerksam und luden ihn und seine Eltern zu einem Besuch des Klosters ein. Die Lamas des Klosters unterzogen Sanggye Pel einer Reihe von Prüfungen, die er ausnahmslos bestand. Daraufhin wurde er von ihnen als Reinkarnation des Gyelwa Gendün Drub anerkannt, kehrte jedoch auf Wunsch der Eltern mit ihnen zunächst wieder in seinen Heimatort zurück. Dort erhielt Sanggye Pel von seinem Vater eine Reihe von buddhistischen Überlieferungen und Initiationen.
In seinem elften Lebensjahr folgte der Junge der Aufforderung, nach Trashilhünpo zu übersiedeln und seine Verantwortung als Reinkarnation des Gyelwa Gendün Drub zu übernehmen. Am 5. Juli 1486 wurde er zum Novizen geweiht und erhielt den Namen „Gendün Gyatsho“, unter dem er fortan bekannt wurde. Es folgten seine Ordination als Novizenmönch und zahlreiche weitere Initiationen. Nach seinem 16. Lebensjahr vervollkommnete er sein Wissen und seine Studien im Kloster Drepung. Dort standen ihm unter anderem die Schriften Tsongkhapas zur Verfügung, der die Schule des Gelug-Ordens begründet und geleitet hatte.
Nach Abschluss seiner Weihen und einer Zeit der Meditation begann er seine Lehrtätigkeit und begab sich ab dem Jahr 1498 wie schon Gendün Drub auf ausgedehnte Reisen in andere Klöster des Gelug-Ordens. Im Jahr 1509 gründete er 150 Kilometer südöstlich von Lhasa am mystischen See Lhamo Latso in der Nähe des Dorfes Metok-Tang das Kloster Chökhorgyel. Dieses wurde ebenso bedeutend wie Trashilhünpo. Weil der See in die Zukunft weisende Zeichen zu geben vermöge, müssen seit dieser Zeit alle, die den Auftrag haben, eine Reinkarnation des Dalai Lama zu finden, zu diesem See pilgern, um dort Hinweise für die Suche zu erlangen.
Im Jahr 1517 kehrte Gendün Gyatsho von seinen Reisen nach Drepung zurück und ließ dort für sich und seine Nachfolger einen Palast bauen. Dieser diente dem fünften Dalai Lama unter dem Namen Ganden Phodrang als Regierungssitz.
Gendün Gyatsho führte das Trülku-System für alle wichtigen Klöster der Gelugpa ein. Dies verhinderte Nachfolgestreitigkeiten bei der Neubesetzung vakanter Leitungspositionen zugunsten der Suche nach einer Inkarnation.
Gegen Ende seines Lebens verfügte er noch, das Amt eines Verwalters (tib.: sde pa; Depa) einzuführen, damit die Verwaltung der Ordensgemeinschaft künftig nicht mehr wie bisher unter den jahrelangen Reisen des Gyelwa zu leiden hatte. Der Depa sollte als Abwesenheitsvertreter die Stellung eines Regenten einnehmen.
Gendün Gyatsho verstarb im Jahr 1542. Seinem Nachfolger, dem als Reinkarnation anerkannten Sönam Gyatsho, verlieh der mongolische Herrscher Altan Khan im Jahr 1578 erstmals den Titel „Dalai Lama“. Daraufhin wurde auch Gendün Gyatsho postum zum Dalai Lama erklärt.

## Werke
- Glenn H. Mullin: Der verrückte Weise auf Tibets Königsthron. Mystische Verse und Visionen des Zweiten Dalai Lama. O. W. Barth Bei Scherz, Frankfurt am Main 2004, ISBN 3-502-61119-X
- 2nd Dalai Lama. Tantric Yogas of Sister Niguma, Snow Lion Publications, 1st ed. U. edition (May 1985), ISBN 0-937938-28-9.